# Ospedale di San Giovanni Decollato dei Norcini
L'ospedale di San Giovanni Decollato dei Norcini era un edificio di Firenze, situato prima in via San Gallo e poi probabilmente tra via delle Ruote e via Santa Reparata.

## Storia
I norcini erano i facchini e i macellai che da paesi dell'Umbria come Abeto e Todiano di Norcia portavano e poi macellavano e insaccavano le carni di maiale, spostandosi poi in numerose città per smerciarle. Essendo macellai abili nell'uso dei coltelli, poteva capitare che il popolo minuto si rivolgesse a loro anche per semplici operazioni di chirurgia, al posto dei più costosi cerusichi. Anche a Firenze era cospicua la comunità di norcini, che si riunivano dal 1317 in una compagnia laicale dedicata a san Giovanni Battista, la cui prima sede era lungo via San Gallo, nei pressi del "Camporeggi", ovvero confinante con l'attuale chiesa di San Giovanni dei Cavalieri, un tempo dedicata a san Nicola e officiata dai Celestini.
Tra dicembre e gennaio, mesi di macellazione del maiale, la comunità norcina si infoltiva, e i locali della compagnia erano attrezzati a ospitare compaesani e confratelli, mentre nel resto dell'anno si dedicava all'attività ospedaliera e di rifugio per pellegrini, che in una via di transito come San Gallo era sempre necessaria. L'ospedale, per quanto piccolo, anche nel panorama del circondario, si arricchì di vari lasciti e mance degli ospiti, così che nel 1542, quando il granduca Cosimo I ordinò che fosse sottoposto alla compagnia del Bigallo, esso possedeva numerose case e botteghe che affittava a pigione, per le quali fu tenuta da allora a versare 130 lire annue.
Nel 1552 però le cavalleresse di Malta, che avevano perso il loro monastero durante l'assedio di Firenze e non riuscivano a trovarne un altro in Firenze adatto alle loro esigenze, furono infine messe nel convento dei Celestini (i frati furono trasferiti in quello più piccolo di San Michelino Visdomini), che necessitò di essere ampliato a spese dei Norcini.
Per continuare la loro attività assistenziale e caritatevole, essi acquistarono dunque una casa nella vicina via delle Ruote, dove ricrearono il loro ospedale.
Tale struttura, che doveva trovarsi di fronte all'incrocio con via del Campaccio (via Santa Reparata), operò fino alla soppressione del 1751, e fu inesorabilmente sacrificata nell'Ottocento, quando il prolungamento della strada. Potrebbe fare parte del complesso la bassa casa in via delle Ruote 8, affacciata su un cortile un tempo porticato, sotto il pavimento del quale venne rinvenuta durante dei lavori del secondo Novecento una grandissima quantità di ossa di maiale. In un fondo affacciato su quei vani che danno sul cortile (con ingresso da via San Gallo 105 rosso) esiste ancora una lapide datata 1507 che ricorda come quel "muro" fosse stato fatto fare dalla Compagnia di San Giovanni Decollato da Norcia.
La Compagnia fu soppressa nel 1785, tuttavia Pietro Leopoldo l'anno successivo restituì il piccolo patrimonio immobiliare ai Norcini, che lo vendettero e ragionevolmente lo reivestirono nell'Opera Pia di Abeto e Todiano, pure dedicata al Battista, la quale si distinse soprattutto nell'assistenza ai bisognosi dopo il terremoto nelle montagne umbre del 1859.
Ancora oggi la "norcineria" in Toscana e altrove è una macelleria specializzata in salumi e insaccati.